# Marcus Domitius Iustinus
Marcus Domitius Iustinus war ein im 2. Jahrhundert n. Chr. lebender Angehöriger des römischen Ritterstandes (Eques).
Durch ein Militärdiplom, das auf den 10. August 123 datiert ist, ist belegt, dass Iustinus 123 Kommandeur der Cohors I Hispanorum war, die zu diesem Zeitpunkt in der Provinz Dacia Porolissensis stationiert war.